# Synclavier

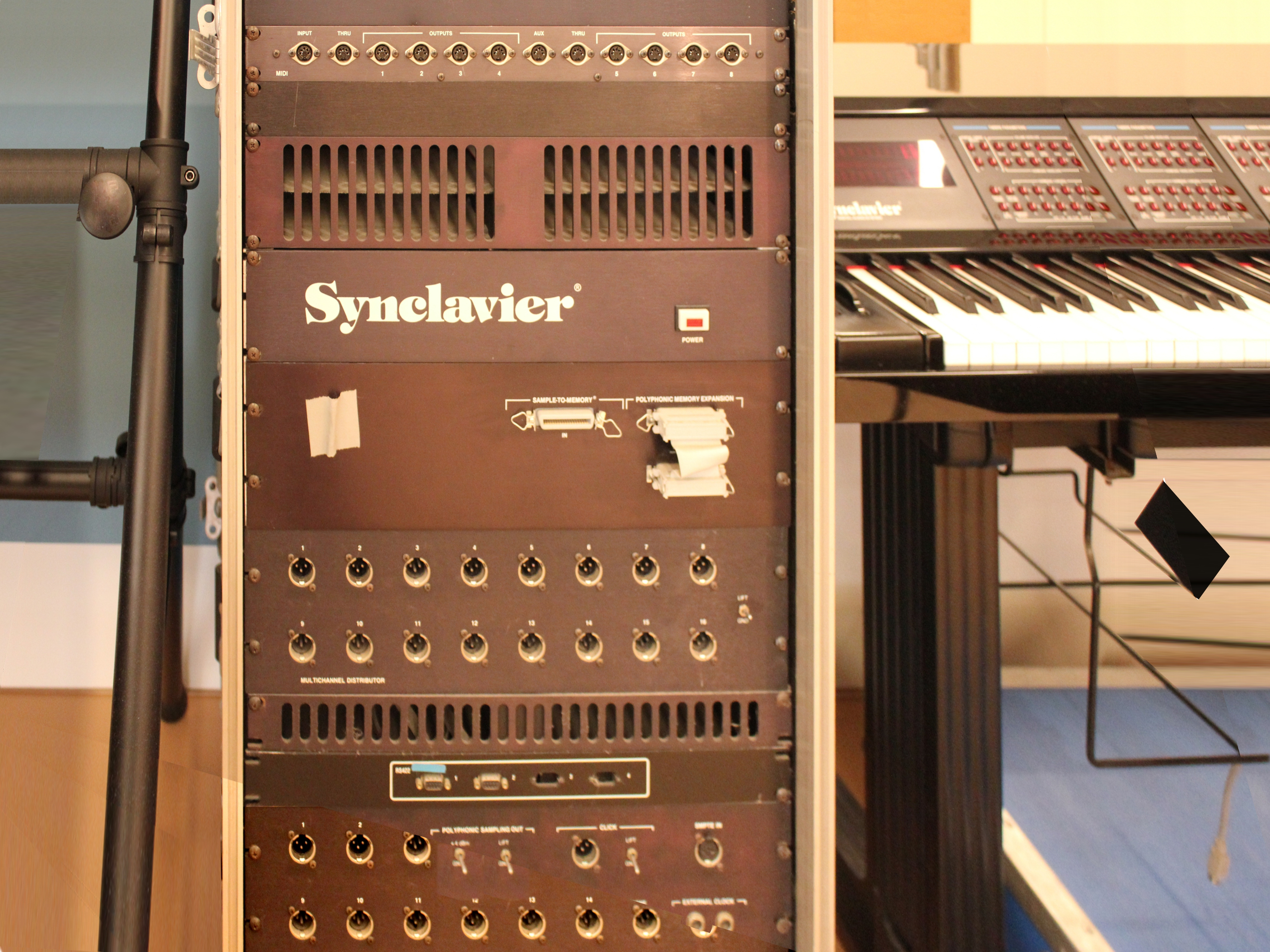
Synclavier I

O Sistema Synclavier foi um sintetizador e sampler, fabricado pela New England Digital. Foi lançado originalmente em 1978, e provou ter alta influência tanto entre produtores musicais quanto entre músicos de eletrônica devido à sua versatilidade, som distinto e uma tecnologia então inovadora para a época. Seu preço era extremamente alto, tendo sido adquirido somente por artistas notórios da indústria da música, como Frank Zappa, Pat Metheny e até mesmo Neil Young.
Um exemplo clássico de uso do Synclavier é a introdução da canção Beat It de Michael Jackson e os batimentos de seu coração, na canção Smooth Criminal .